# Sophie Wolf (Sängerin)
Sophie Wolf, auch Sofie Wolf, (* 27. Juli 1880 in Colmar; † 29. März 1938 in Seefeld in Tirol) war eine deutsche Opernsängerin (Sopran).

## Leben
Ihre berufliche Laufbahn begann sie 1906 am Stadttheater von Halle (Saale), von wo sie 1909 an das Opernhaus in Köln wechselte. 1921 bis 1925 sang sie dann am Stadttheater Duisburg und schließlich von 1925 bis 1930 in Nürnberg in der Oper des dortigen Stadttheaters.
International bekannt wurde die Sängerin durch viele Gastspiele, unter anderem an der Hofoper Dresden, am Théâtre La Monnaie in Brüssel, am Covent Garden Royal Opera House in London, in Bayreuth, am Opernhaus Frankfurt am Main, am Gran Teatre del Liceu in Barcelona, an der Bayerischen Staatsoper München und an der Wiener Staatsoper.
Sie trat besonders hervor in Opern von Richard Wagner (Isolde im Tristan, Sieglinde in der Walküre, Elsa im Lohengrin, Kundry im Parsifal) und von Richard Strauss (Marschallin in Der Rosenkavalier, Ariadne in Ariadne auf Naxos, die Kaiserin in Die Frau ohne Schatten).